# Maamora (Bouira)
Pour les articles homonymes, voir Maamora.
Maamora est une commune de la wilaya de Bouira en Algérie.

## Géographie
| Cheniguel(Wilaya de Médéa )   | Ridane                         | Dechmia                       |
| Aïn Ouksir(wilaya de Médéa )  | Maamora                        | Dirrah                        |
| Sidi Aïssa (Wilaya de M'sila) | Sidi Aïssa (wilaya de M'sila ) | Sidi Aïssa(wilaya de M'sila ) |